# 有島京
有島 京（ありしま みやこ、1992年3月5日 - ）は、熊本県人吉市出身のピアニスト。

## 略歴
熊本県人吉市で生まれ、2才よりピアノを始める。桐朋女子高等学校音楽科（男女共学）ピアノ科を卒業。ポーランド、ビドゴシチへ留学し、ポーランド国立ブィドゴシュチュ音楽アカデミーピアノ科学士課程、修士課程を修了。2016 年よりポーランド政府奨学金を受け、2018 年同音楽アカデミー 研究科を修了。
これまでに、家城由紀恵、竹内啓子、カタジーナ・ポポヴァ=ズィドロンの各氏に師事。

ポーランド、ドイツ、デンマーク、イタリア、日本など各地で演奏活動を行う、

### 共演歴
2004年には九州交響楽団と、2014年には外山雄三指揮の仙台フィルハーモニー管弦楽団と共演。201５年には、人吉市の「おひなまつりコンサート」でポーランド・クラクフ室内管弦楽団と共演。ビドゴシチフィルハーモニー管弦楽団などと共演。2016年、自身の所属する現代音楽室内楽団 Sort Hul Emsembleの為に書かれたポーランド若手作曲家による作品をワルシャワにて世界初演した。

## ディスコグラフィ
- 『Takemitsu Szymanowski Chopin Serocki - works for solo piano』 (2019年9月6日、Steinway & Sons STNS 3011830）[2]

## コンクール歴
- 2003年 - 第4回 ショパン国際ピアノコンクール in ASIA  コンチェルト部門 Ａ部門（15歳以下） 銅賞。[3]
- 2004年 - 第5回 ショパン国際ピアノコンクール in ASIA  コンチェルト部門 Ａ部門（15歳以下） 金賞、ピアノ・シュロス賞。[4]
- 2005年 - 第6回 ショパン国際ピアノコンクール in ASIA  中学生部門 銀賞。[5]
- 2006年 - 第7回 ショパン国際ピアノコンクール in ASIA  一般部門 銀賞。[6]
- 2010年 - 第3回 ショパン国際ピアノコンクール in ASIA  派遣コンクール　[7]

- 2013年 - 第34回霧島国際音楽祭 音楽祭賞。
- 2013年 - 第10回ダルムシュタット国際ショパンピアノコンクール 第5位
- 2015年 - 第17回ショパン国際ピアノコンクール 出場後、ビドゴシチ市長より特別賞を受賞。[8]
- 2016年 - 第15回グリーグ国際コンクール。[9]